# Рекле (Лодзинське воєводство)
Рекле (пол. Rekle) — село в Польщі, у гміні Жонсня Паєнчанського повіту Лодзинського воєводства.
Населення — 302 особи (2011).
У 1975-1998 роках село належало до Пйотрковського воєводства.

## Демографія
Демографічна структура станом на 31 березня 2011 року:
|          | Загалом | Допрацездатний вік | Працездатний вік | Постпрацездатний вік |
| -------- | ------- | ------------------ | ---------------- | -------------------- |
| Чоловіки | 152     | 38                 | 93               | 21                   |
| Жінки    | 150     | 28                 | 84               | 38                   |
| Разом    | 302     | 66                 | 177              | 59                   |